# Jaroslav Mrázek
Jaroslav Mrázek (* 5. června 1949 Praha) je český operní pěvec s tenorovým typem hlasu a pedagog zpěvu na Gymnáziu a Hudební škole hlavního města Prahy. Jeho manželkou je sopranistka Christina Kluge-Mrázková.

## Hudební vzdělání
Jaroslav Mrázek se narodil v Praze. Vystudoval Pražskou konzervatoř u Oldřicha Kováře, sólisty Národního divadla, poté Akademii múzických umění ve třídě prof. Přemysla Kočího. Zúčastnil se několika zahraničních mistrovských kurzů, například seminář v německém Výmaru, u prof. P. G. Lisiziana či v Accademia musicale Chiggiana v italské Sieně u maestra E. Campogalianiho.

## Pěvecká kariéra
Jeho první rolí se na konzervatoři stala postava Vaška z Prodané nevěsty od Bedřicha Smetany. V šestém ročníku konzervatoře přijal angažmá v Opavě. V roce 1979, po absolvování AMU, byl pozván do souboru Pražských madrigalistů. S tímto souborem zpíval na několika hudebních festivalech v zahraničí, Schwetzingen, Ludwigsburg atd., či v České republice, Pražské jaro. Poté dostal nabídku angažmá v Magdeburgu, kde později několik let působil. V tomto období rovněž hostoval v divadle v Plzni a Ústí nad Labem. Dále účinkoval např. v Komorním divadle Praha, ve Státním divadle Brno, v Operním divadle v Lipsku a další. Jeho oborem byly především role lyrické a komické.
Několikrát byl oceněn udělením prémie Českého hudebního fondu za provádění a za propagaci soudobé české písňové tvorby.

## Pedagogická činnost
Od roku 1997 vyučuje sólový zpěv na Gymnáziu a Hudební škole hlavního města Prahy. Jako hlasový pedagog působí pravidelně na mezinárodních pěveckých seminářích a operních dílnách (Německo, Polsko, Litva). Vyučoval také na Pěvecké konzervatoři Praha.

## Organizační činnost
Je zakladatelem a hlavním organizátorem mezinárodní Písňové soutěže Bohuslava Martinů pro žáky a studenty ve věku od 10 do 20 let. Jejím cílem je podpořit zájem o interpretaci písní českých i světových skladatelů, zvláště pak o písňovou tvorbu B. Martinů.
Každoročně pořádá letní Středočeskou mezinárodní pěveckou dílnu v Petrovicích u Sedlčan. V ní se pod vedením českých a zahraničních pedagogů mohou mladí začínající pěvci seznámit s repertoárem vhodným pro jejich další umělecký vývoj, prohloubit své znalosti a technické dovednosti a na veřejných koncertech či v závěrečném divadelním představení se představit veřejnosti a předvést výsledky své práce.
Je ředitelem umělecké agentury MKM.